# Lista dei cardinali nipoti

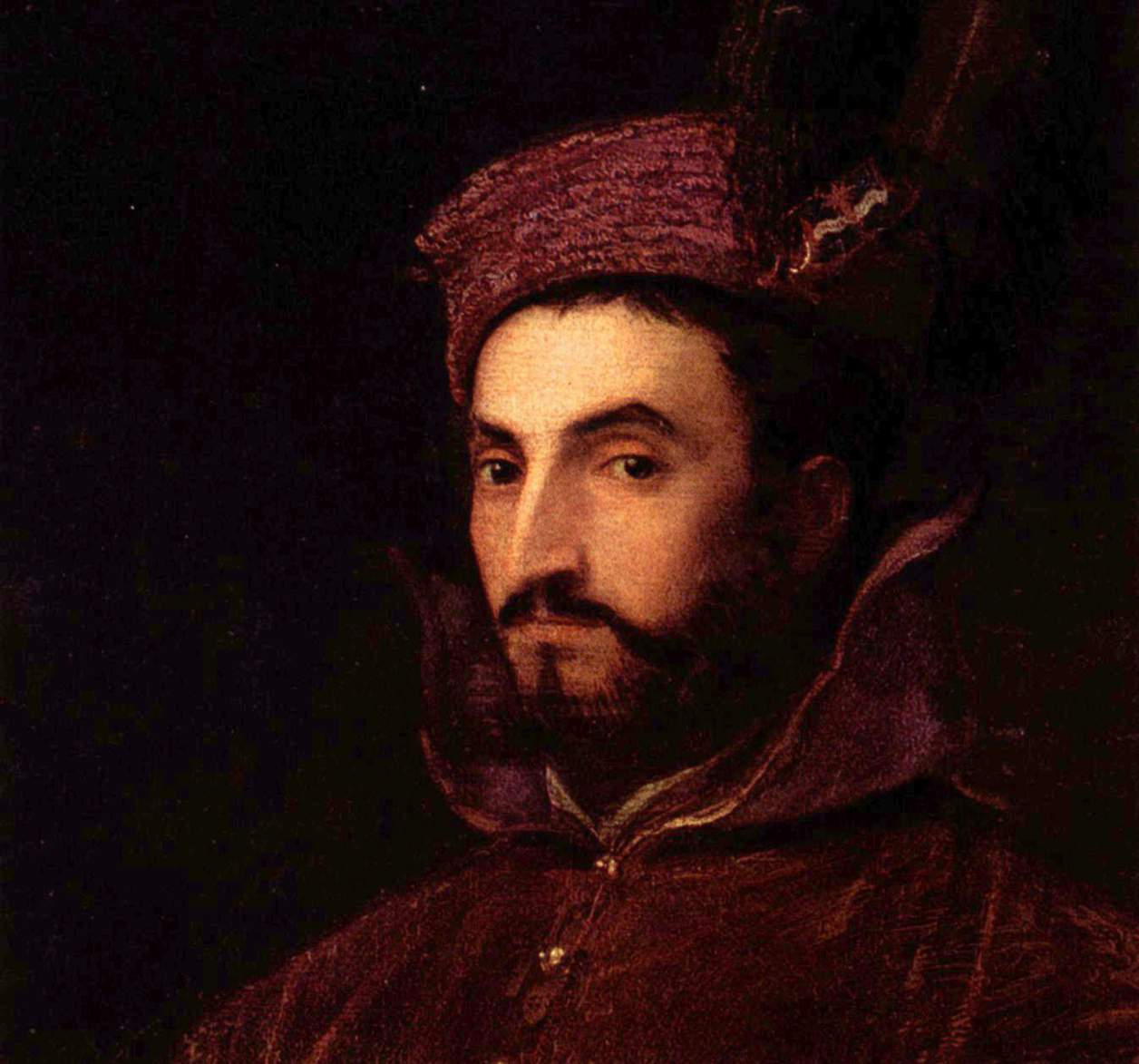
Ippolito de' Medici, cardinal nipote di papa Clemente VII e figlio illegittimo di Giuliano di Lorenzo de' Medici

Un cardinal nipote (in latino cardinalis nepos) è un cardinale creato da un papa che sia suo zio o, più in generale, un suo parente. L'usanza di creare cardinali nipoti ebbe origine nel medioevo, ma raggiunse la massima diffusione durante i secoli XVI-XVII.

## XII secolo

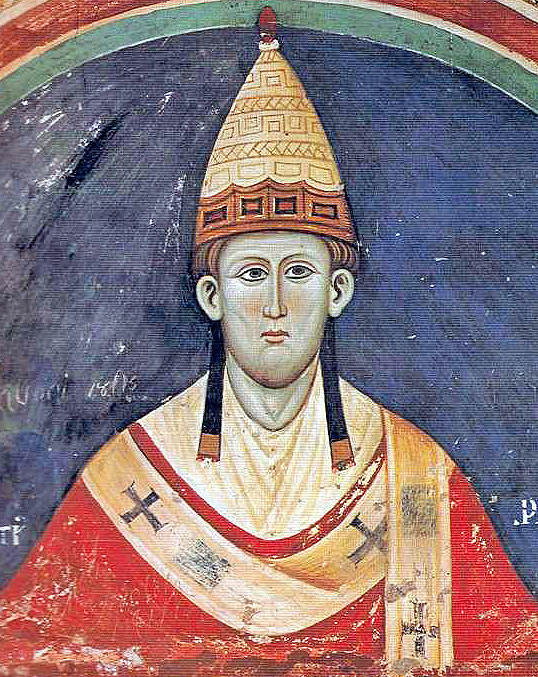
Papa Innocenzo III fu il primo a creare quattro cardinali nipoti.

## XIII secolo

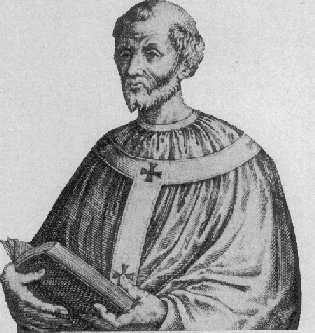
Papa Alessandro IV, cardinal nipote di Gregorio IX, a sua volta cardinal nipote di Innocenzo III, a sua volta cardinal nipote di Clemente III

## XIV secolo

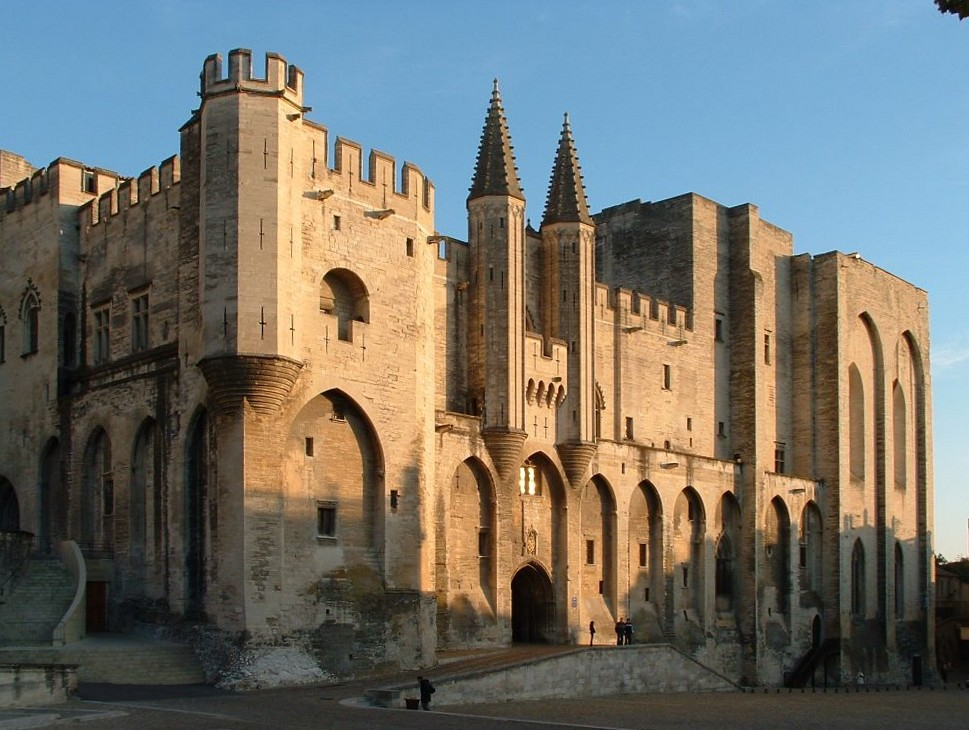
Il papato di Avignone (1309-1377) vide un grande aumento del numero di cardinali nipoti

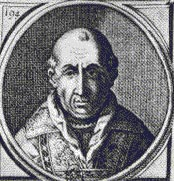
Papa Clemente V, il primo papa di Avignone, creò nello stesso giorno ben cinque cardinali nipoti.

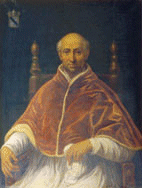
Papa Clemente VI creò più cardinali nipoti di qualsiasi altro pontefice.

## XV secolo

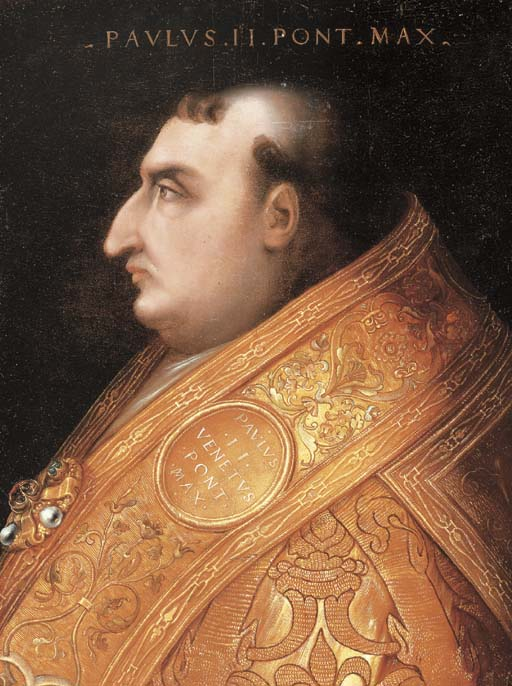
Paolo II, cardinal nipote di Eugenio IV, che era cardinal nipote di Gregorio XII.

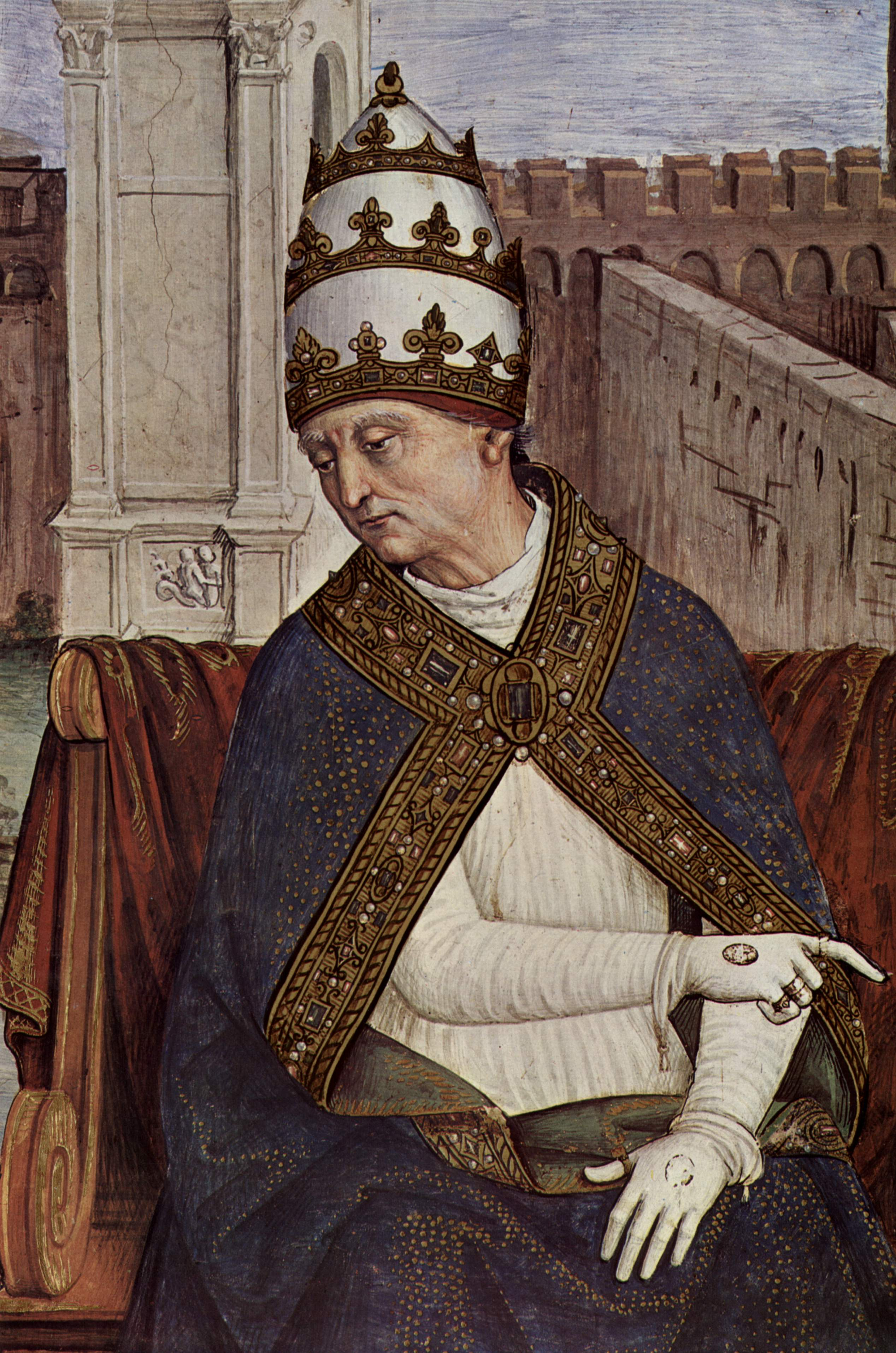
Papa Pio II nominò suo nipote Francesco Piccolomini (futuro Pio III) cardinale

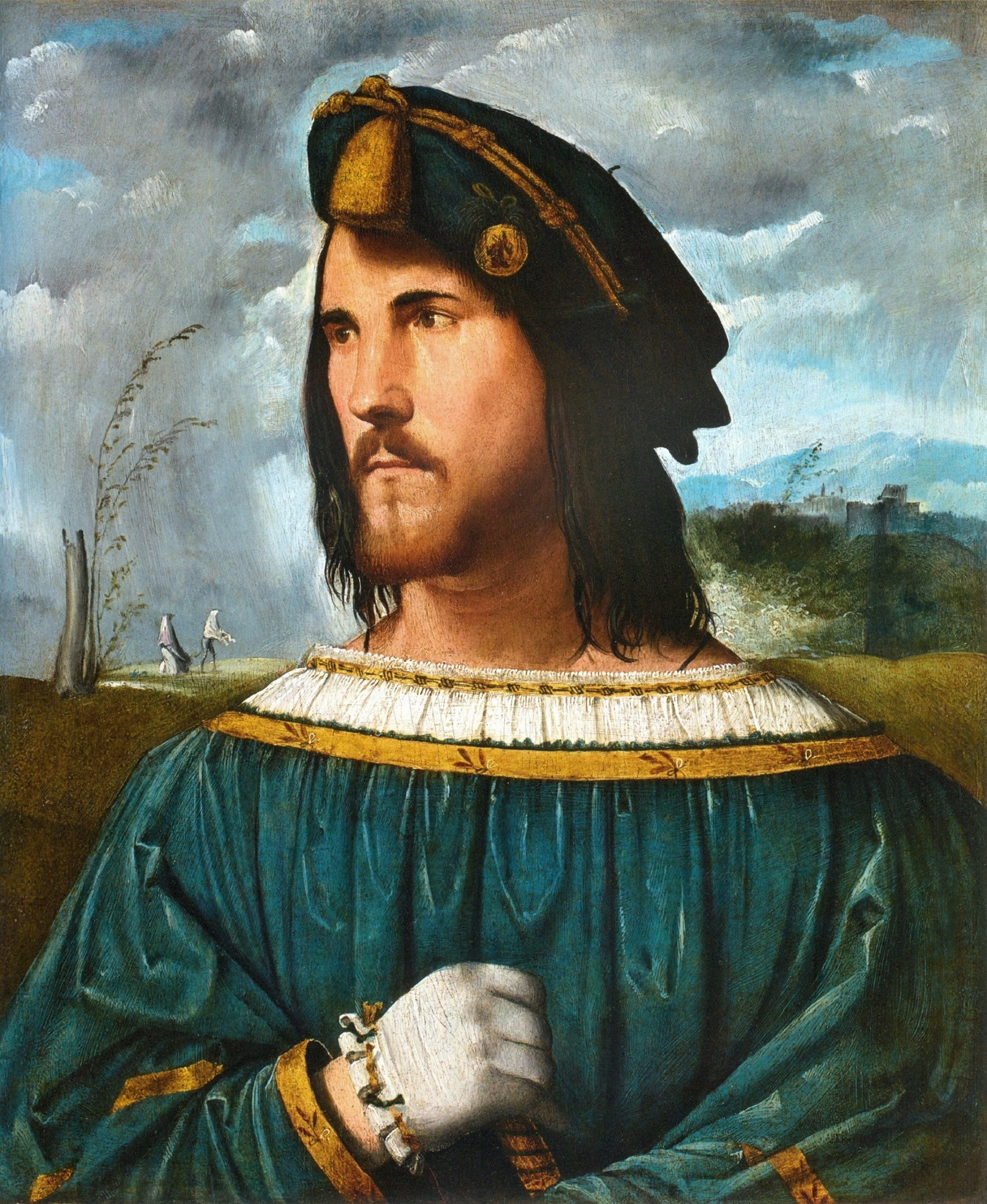
Cesare Borgia, cardinal nipote di papa Alessandro VI

## XVI secolo

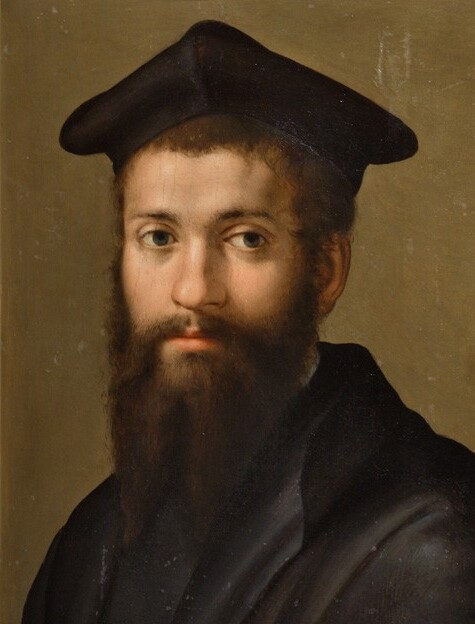
Giovanni Salviati, altro cardinale "nepote" di Leone X

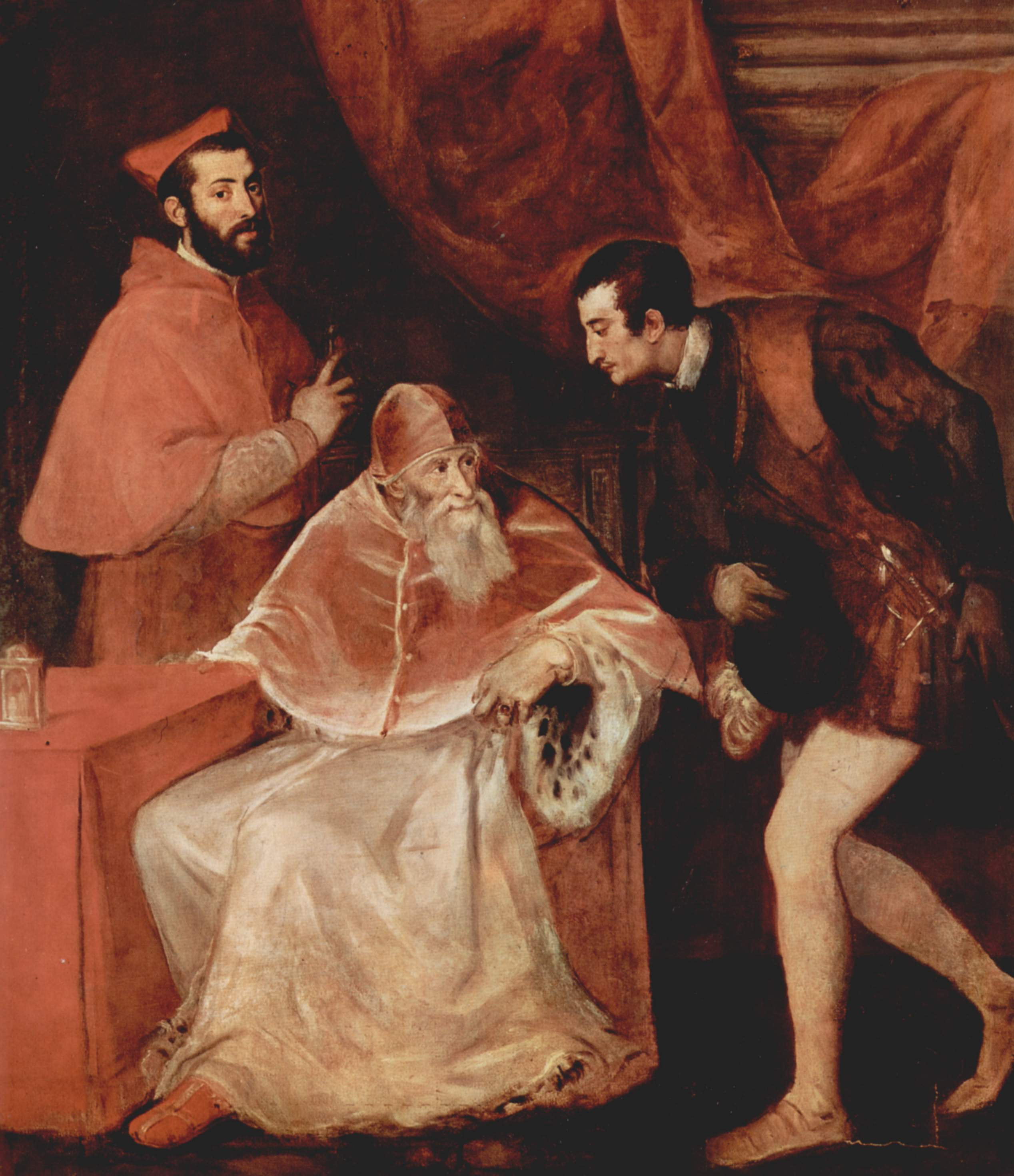
Papa Paolo III con il cardinal nipote Alessandro Farnese (a sinistra) e l'altro nipote, Ottavio Farnese

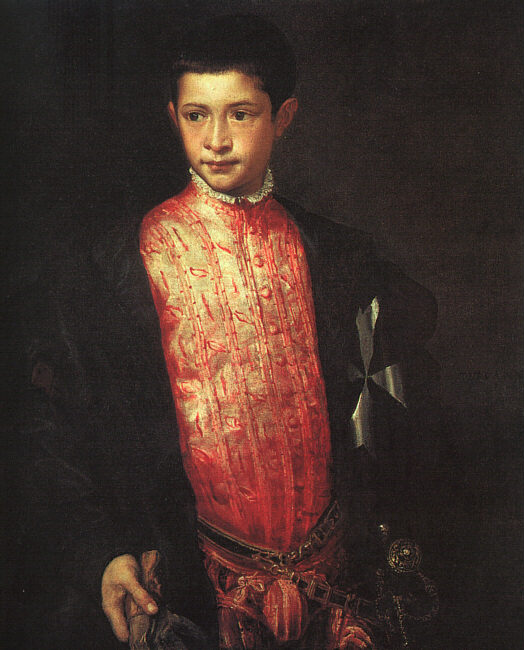
Ranuccio Farnese fu creato cardinale dal nonno Paolo III all'età di 15 anni.

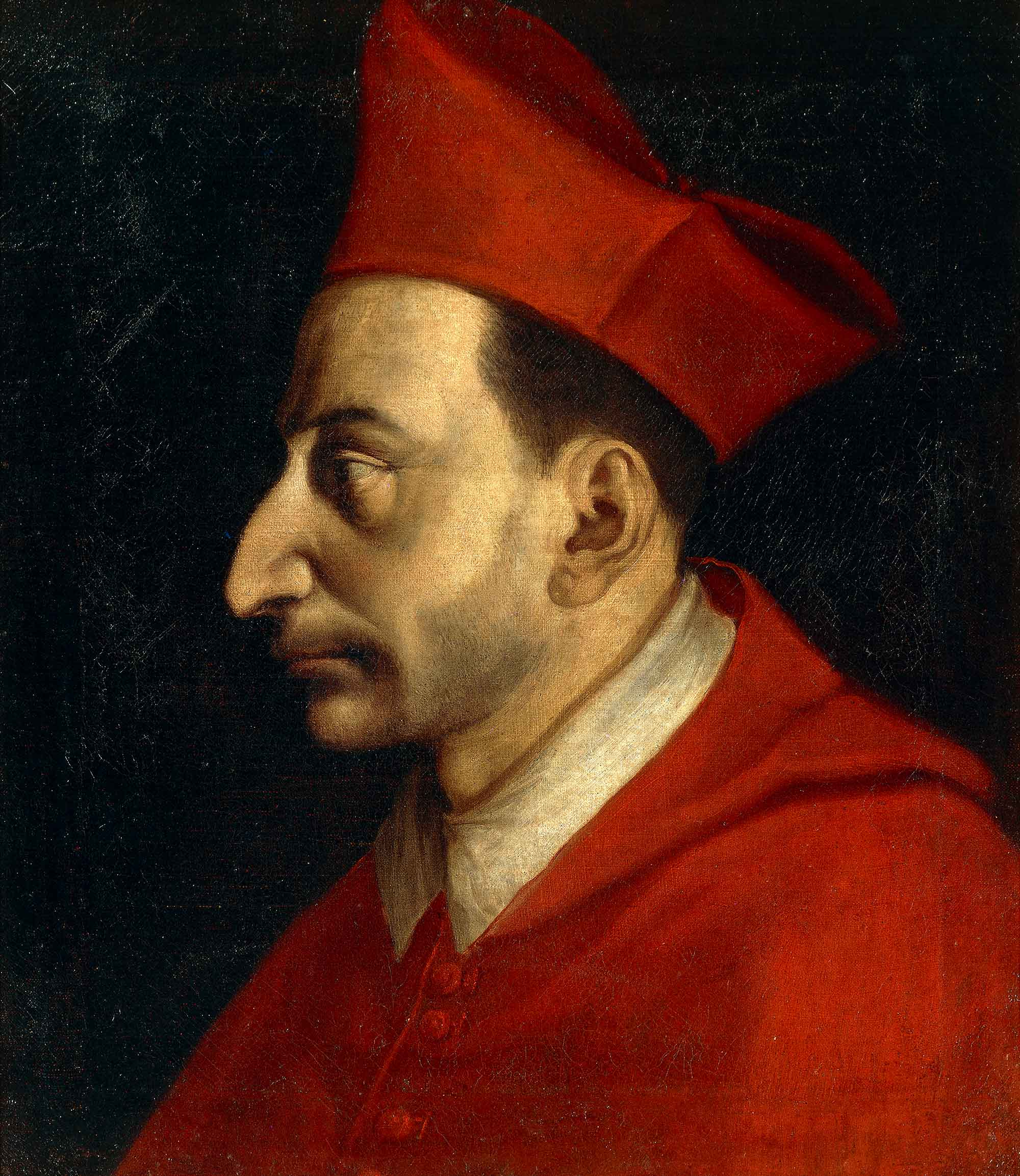
Carlo Borromeo, uno dei pochi cardinali nipoti a essere canonizzato

## XVII secolo

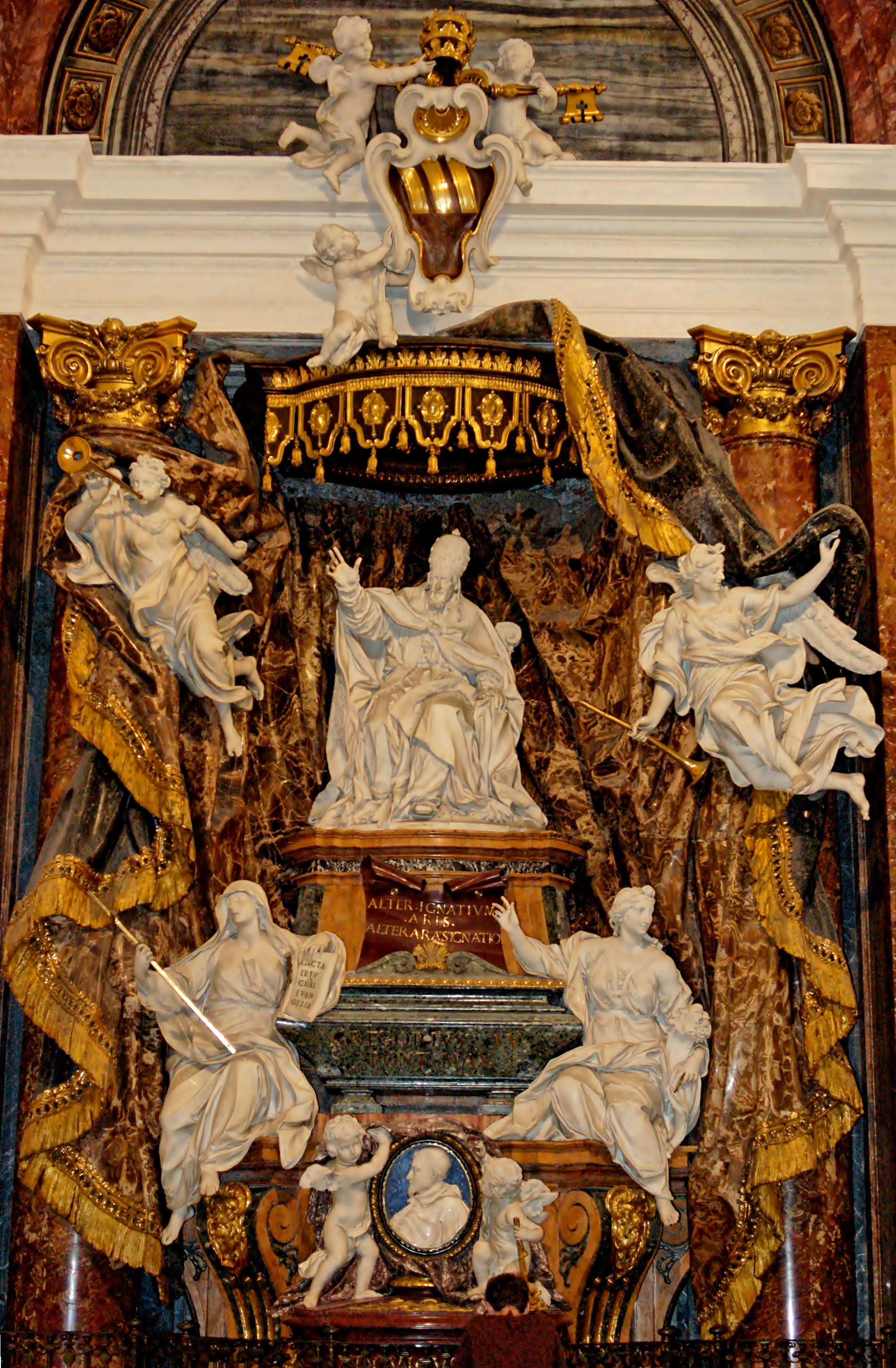
La tomba di papa Gregorio XV e del suo cardinal nipote Ludovico Ludovisi

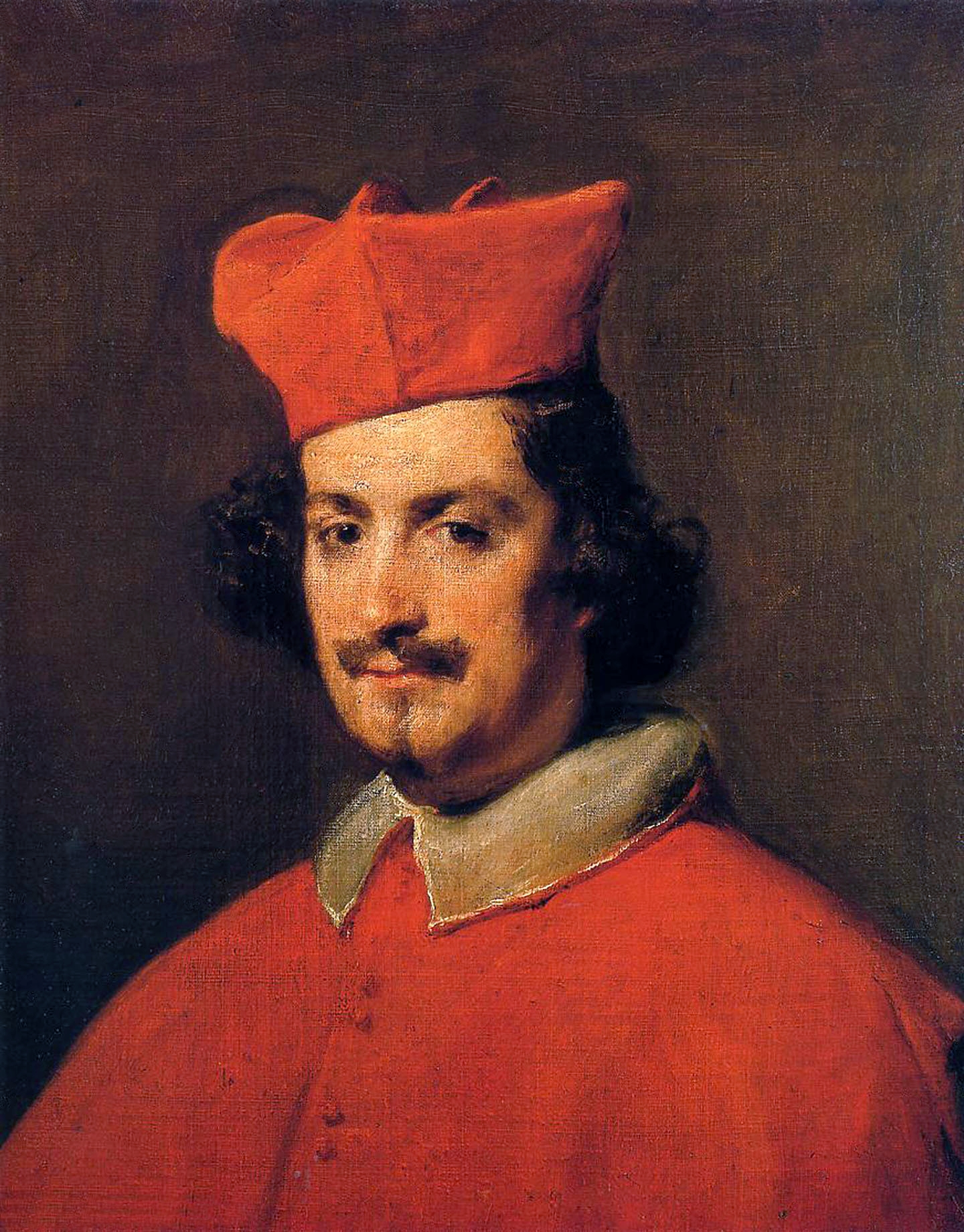
Camillo Francesco Maria Pamphili, ritratto da Diego Velázquez

## XVIII secolo

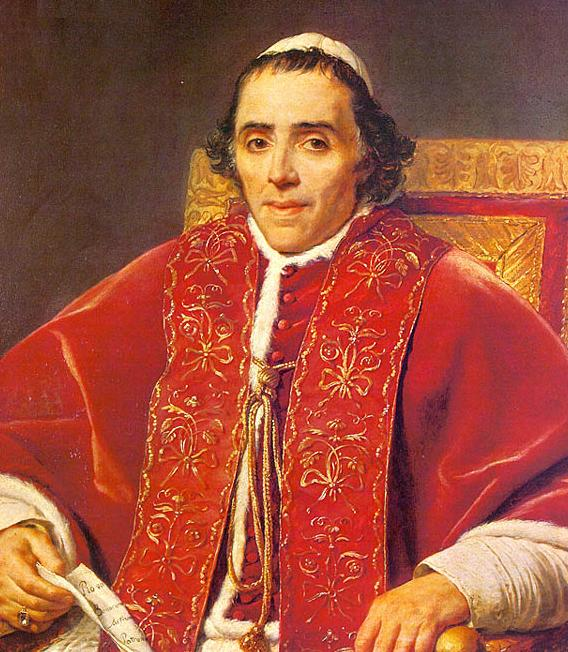
Papa Pio VII, creato cardinale dal suo parente, Pio VI

## XIX secolo

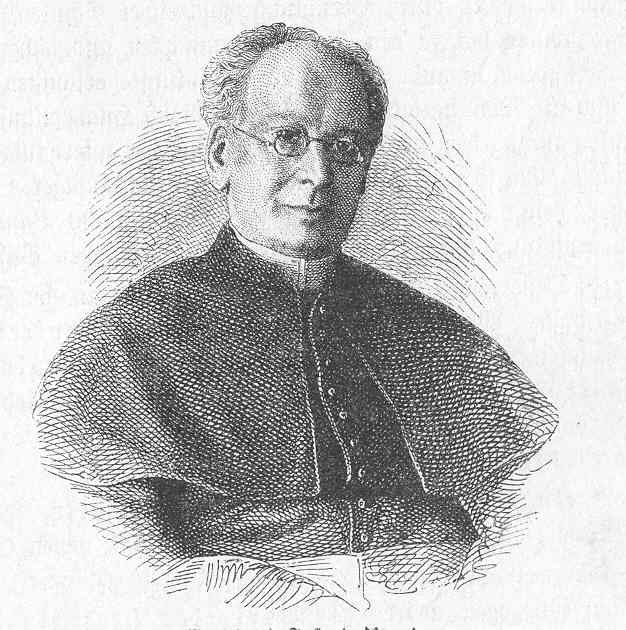
Giuseppe Pecci